# Legendary (película)
Legendary (conocida en España como La leyenda de la tumba del dragón) es una película de aventura, acción y ciencia ficción de 2013, dirigida por Eric Styles, escrita por Andy Briggs, musicalizada por Paul Leonard-Morgan, en la fotografía estuvo Shu Yang y los protagonistas son Scott Adkins, Dolph Lundgren y Yi Huang, entre otros. El filme fue realizado por China Film Group Corporation (CFGC), Midsummer Films, Ripken Productions y Zhongshida International Media, se estrenó el 16 de mayo de 2013.

## Sinopsis
Un grupo se dirige a China para atrapar a una criatura prehistórica que se cree que no existe.